# Сорока (головной убор)

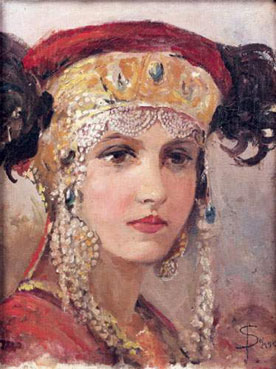
Сорока. Тульская губерния (художник С. Соломко)

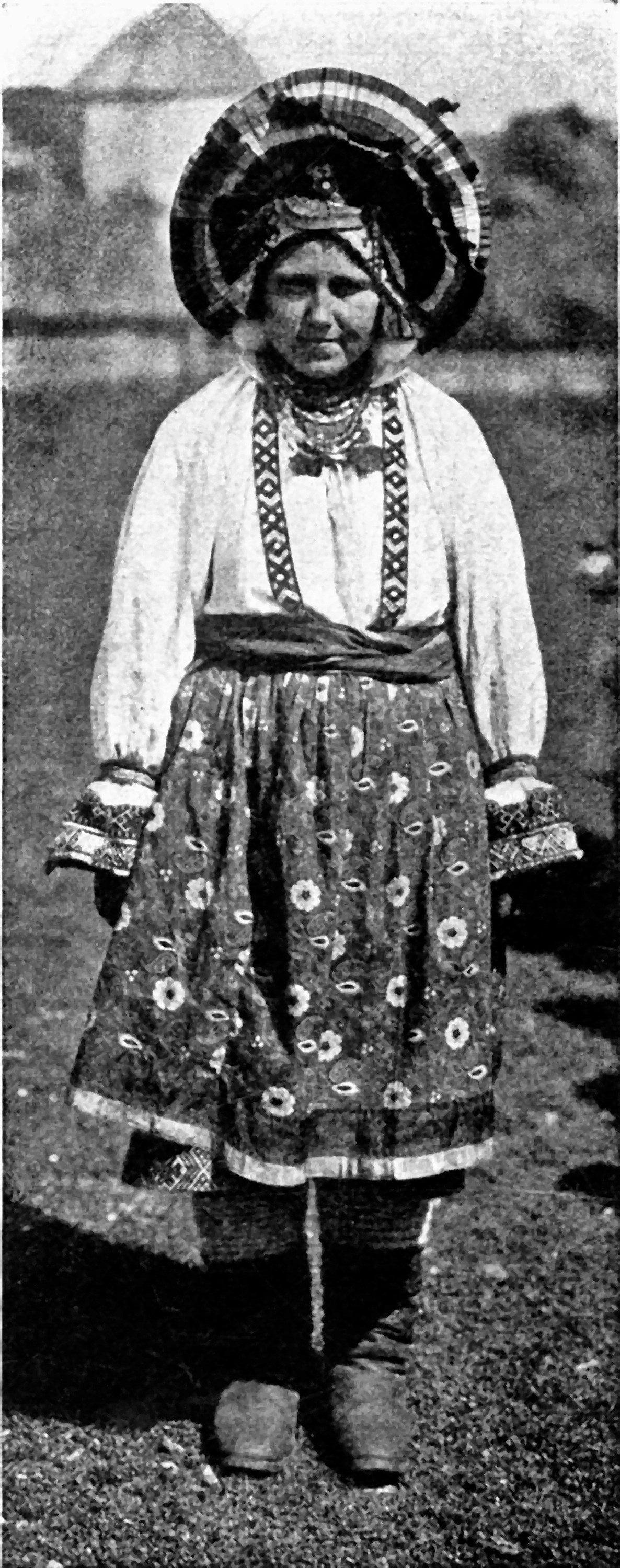
Замужняя казачка в праздничном костюме с «сорокой». Село Вышняя Залегощь, Новосильский уезд Тульской губернии. 1902

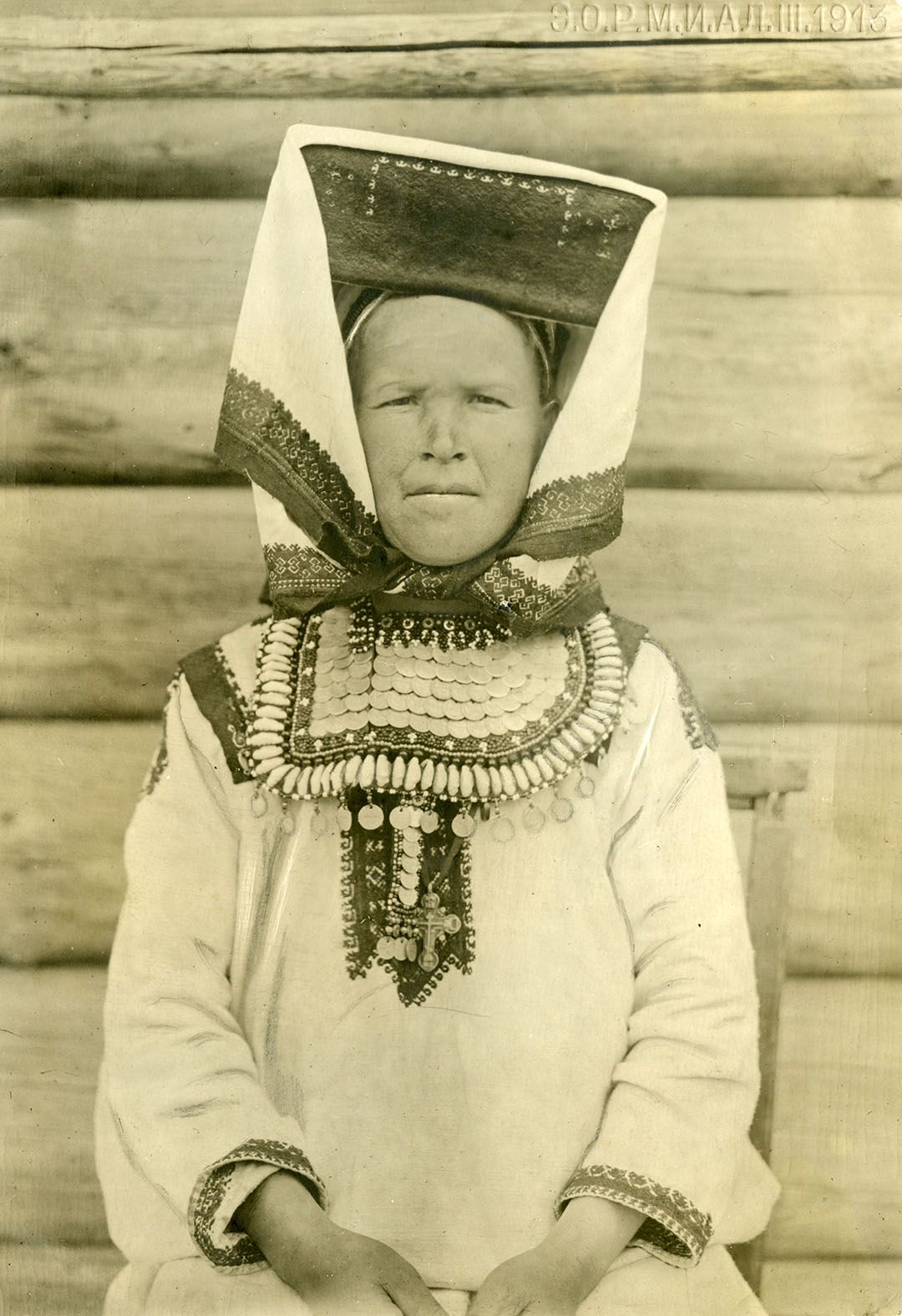
Марийка в головном уборе сорока. Яранский уезд. 1905—1906 годы.

Соро́ка — старинный русский головной убор замужних женщин или его часть.
Головной убор был широко распространен в центральной и южной России, а также у некоторых групп карелов, вепсов, марийцев, мордвы и кряшен. Соро́ка была самым богатым из женских головных уборов, но к началу XX века вышла из массового употребления. Сорока как головной убор — род кички, на лбу несколько пониже, а с боков несколько повыше обычной кички. Основными предметами, образующими в совокупности этот головной убор, были кичка, собственно сорока, позатыльник, налобник, платок. Дополнительными — различные украшения из бисера, перьев, лент, искусственных цветов.

## Детали сороки
Кичка представляла собой мягкую холщовую шапочку, на передней части которой укреплялось твердое возвышение. Сзади кичка затягивалась, плотно облегая голову. Возвышение на передней части кички, называвшееся кичка, роги, сдериха, копыто, было разнообразно по форме: в виде лопаты (лопатообразные кички), конского копыта (копытообразные кички), рогов, направленных вверх, вверх—назад (рогатые кички), а также в виде круга или полукруга (котелкообразные кички). В одном и том же районе могли бытовать разные варианты кичек.
Сорока (макушка, привязка) — верхняя часть головного убора, надевавшаяся поверх кички. Она обычно изготавливалась из кумача, шелка, бархата на холщовой или ситцевой подкладке. Сорока сшивалась обычно из двух — трёх частей ткани. Передняя её часть называлась чело, очелье, челышка; боковые части — крылья; задняя часть — хвост. Наряду с сороками в виде шапочек были распространены также сороки, сшитые не полностью: соединёнными были только очелье с «хвостом» и «крылья» с очельем.
Позатыльник (позатылень, подзатылень, колодка) — прямоугольный кусок ткани, наклеенный или нашитый на твёрдую основу из картона, бересты, простеганного холста и тому подобное. Он укладывался сзади, прикрывая волосы на затылке и часть шеи, и завязывался тесемками вокруг кички под сорокой.
Налобник (налобень, подчелок, налысник) — неширокая (от трёх до 8 сантиметров) полоса холста, обшитая позументом, бусами, бисером, укладывавшаяся вокруг головы таким образом, что один её край был прикрыт сорокой, а другой закрывал часть лба, виски, кончики ушей. Концы налобника завязывались под позатыльником.
Платок — необходимая принадлежность сороки. Он появился в составе головного убора со второй половины XIX века, заняв место полотенца, ширинки.
Сорока, украшенная шитьём или драгоценными камнями, называлась саженая; была также сорока крылатая (с боковыми лопастями с завязкам, или крыльями): волосы стягиваются сдерихой на затылке. Иногда спереди сороки добавлялась жемчужная подвязь на самой сороке (она же очелы). Если поверх сороки повязывался платок, то она назвалась «сорока с повоем».
Необычную «сороку», больше похожую на головной убор индейского вождя или хвост павлина, носили представительницы этнографической группы новосильских казаков, жившей в ряде сел бывшего Новосильского уезда Тульской губернии. Исследовавший в 1902 году эти края Н. М. Могилянский писал — «Гораздо полнее сохранился женский костюм в некоторых селах Новосильского уезда, где, как, например, в селе Вышней Залегощи, этот женский „обряд“ сохранился в поразительной полноте и разнообразии и до сих пор пользуется весобщим признанием. На помещенных здесь снимках изображены две замужние женщины в праздничных костюмах; из них одна — в „сороке“, головном уборе, состоящем, в целом, из четырнадцати отдельных частей, надеть который — длинная и сложная процедура, требующая и много времени и большой сноровки… Между прочим, небольшое количество серебра в нитках этих „золотных“ головных уборов служит причиной их массовой гибели: скупщики покупают уборы сотнями и выжигают из них серебро».

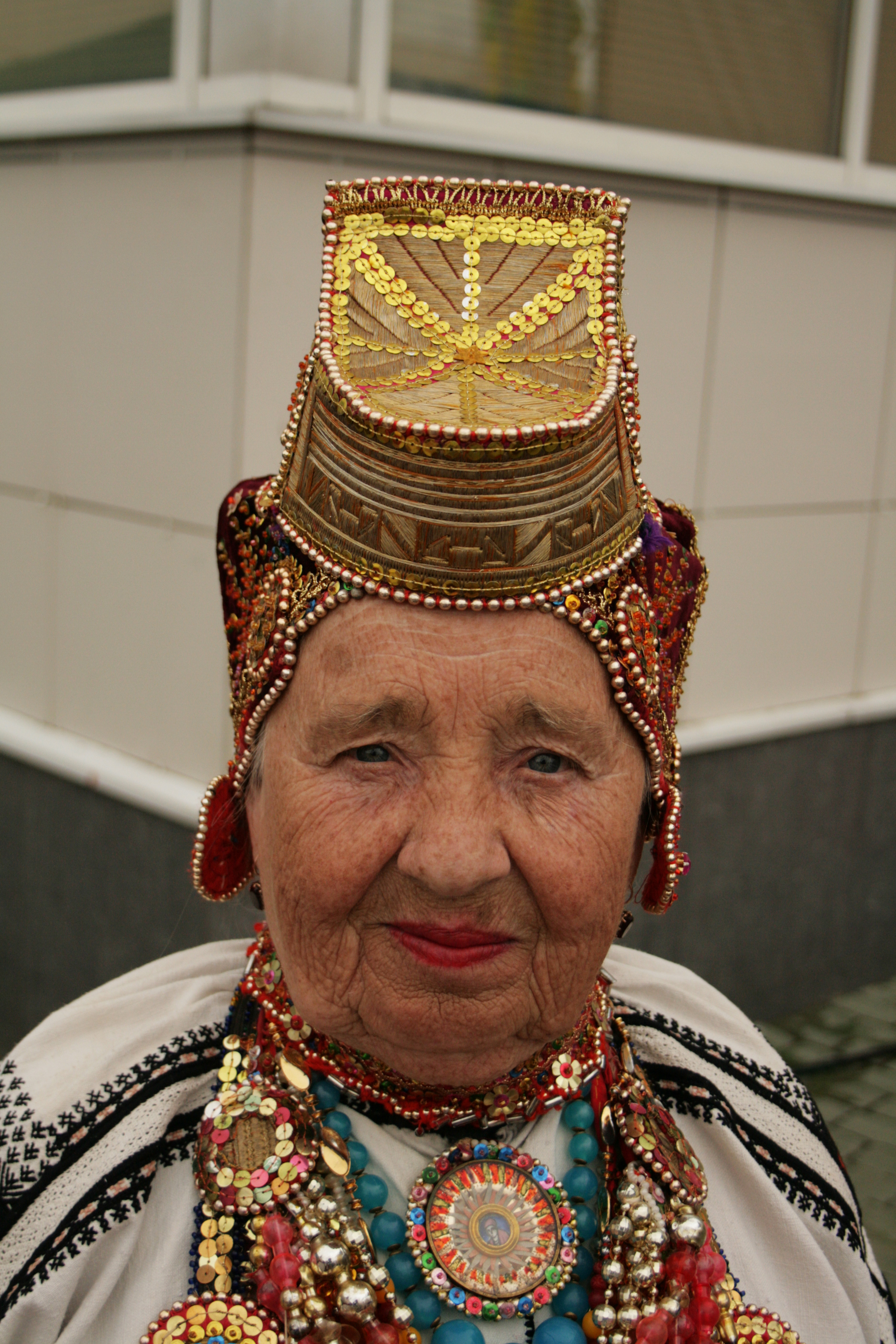
Воронежская губерния.
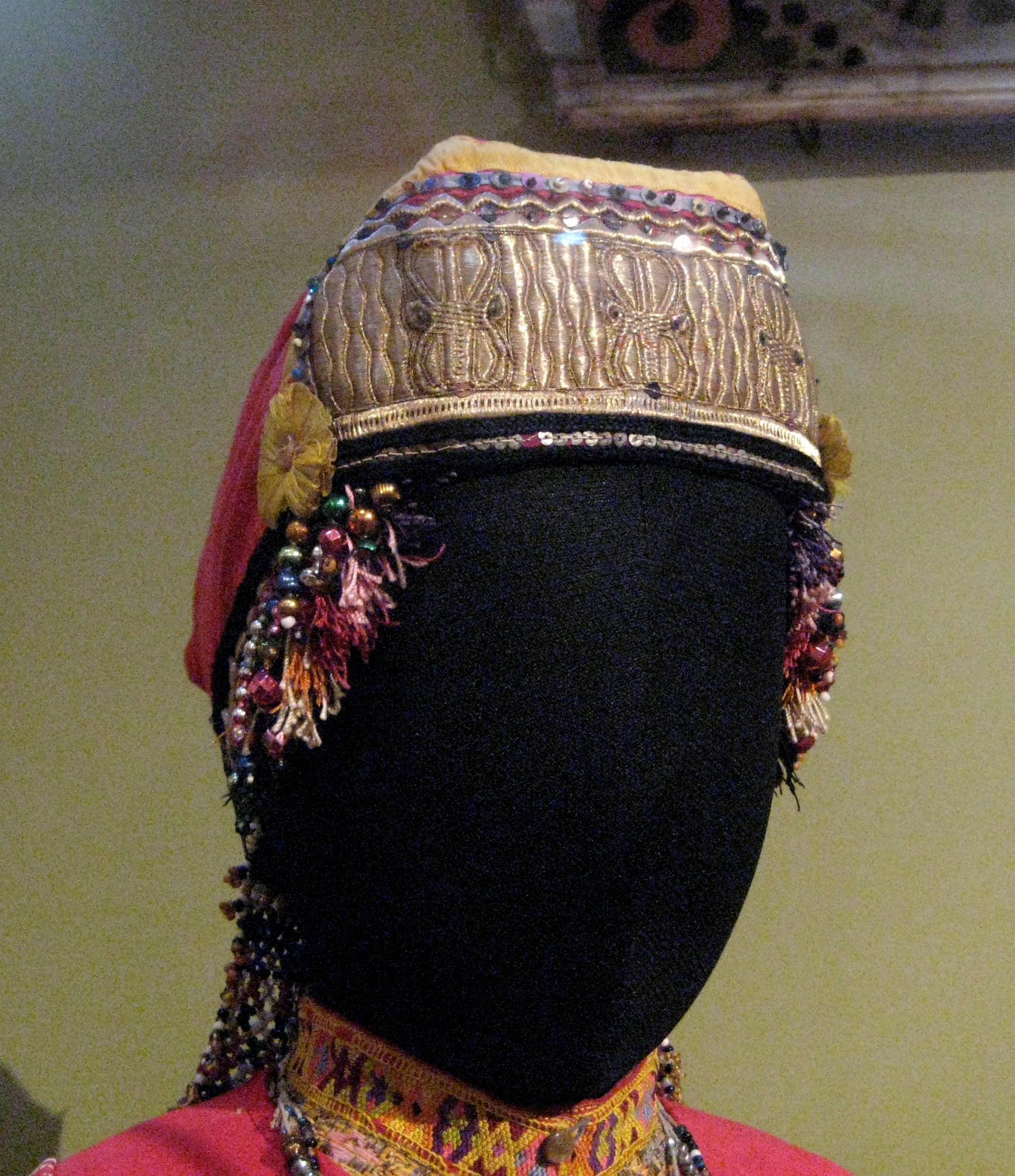
Нижегородская губерния.
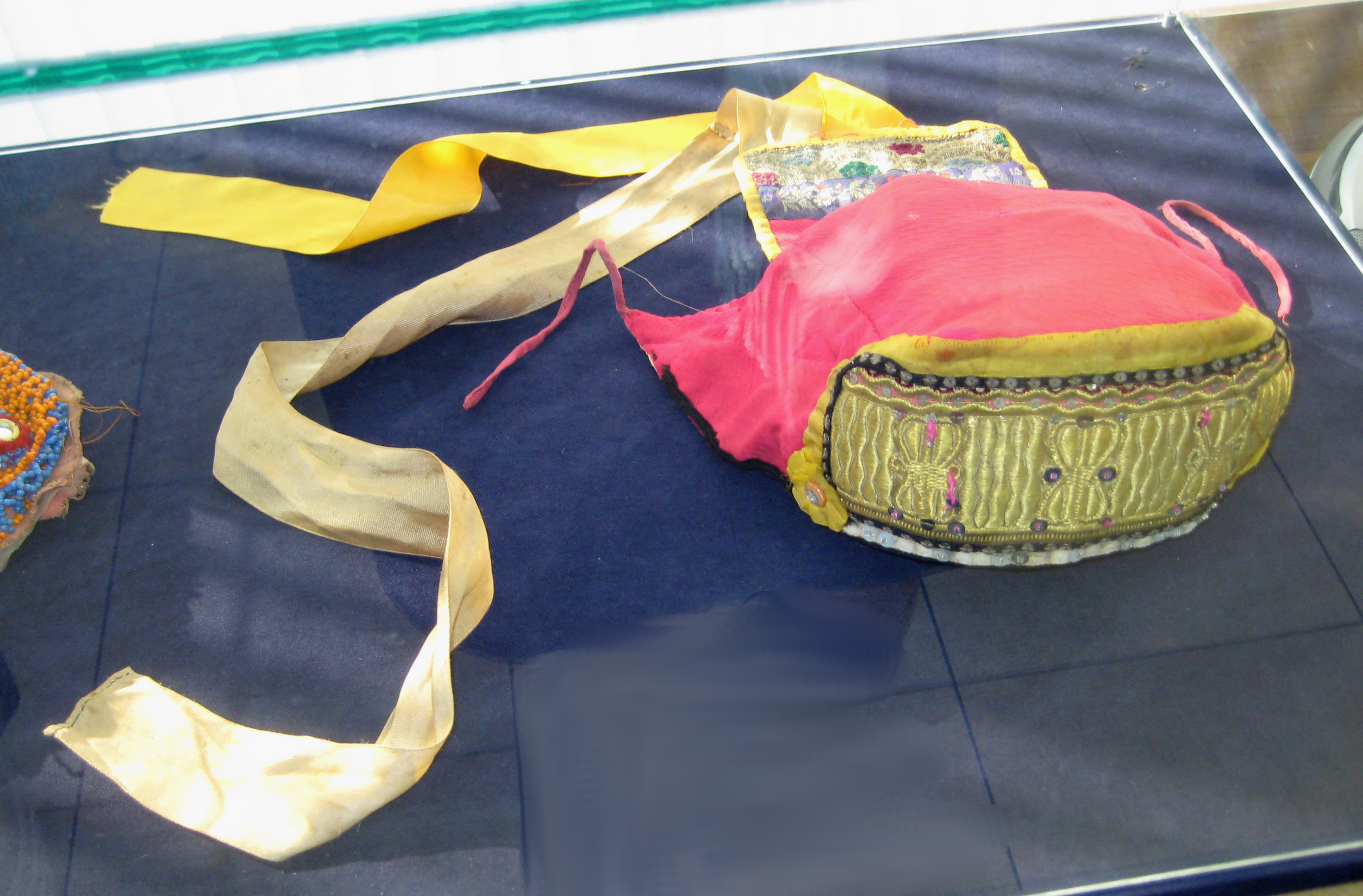
Нижегородская губерния.